# بيرسي فيفيان
بيرسي فيفيان هو سياسي كندي، ولد في 16 أكتوبر 1902 في باري في كندا، وتوفي في 30 يناير 1986. حزبياً، نشط في الحزب الكندي التقدمي المحافظ وحزب أونتاريو المحافظ التقدمي. وقد انتخب عضو برلمان مقاطعة أونتاريو وانتخب عضو مجلس العموم الكندي.